# Передова (монета)
«Передова́» — пам'ятна монета номіналом 5 гривень, випущена Національним банком України, присвячена медикам і військовим, а в їхніх героїчних образах — і представникам інших професій за відданість справі, сміливість і професіоналізм. Монета висвітлює те, що під час пандемії коронавірусної хвороби, а також в умовах боротьби України за територіальну цілісність країни у кожного своя передова та своя лінія фронту, і тільки докладаючи спільних зусиль можна перемогти.
Монету введено в обіг 12 жовтня 2020 року. Вона належить до серії «Інші монети».

## Опис монети та характеристики
| Номінал грн. | Метал      | Маса, г | Діаметр, мм | Якість виготовлення       | Гурт     | Тираж, штук |
| ------------ | ---------- | ------- | ----------- | ------------------------- | -------- | ----------- |
| 5            | нейзильбер | 16,54   | 35,0        | спеціальний анциркулейтед | рифлений | 45 000      |

### Аверс
На аверсі монети розміщено: угорі — малий Державний Герб України та напис «УКРАЇНА»; праворуч на матовому тлі напис «РАЗОМ» (вертикальний) та номінал монети «5/ГРИВЕНЬ» (вертикальний напис); ліворуч на дзеркальному тлі: дві руки, які демонструють знак «V», поширений жест, що означає перемогу та мир, рік карбування монети — «2020» та логотип Банкнотно-монетного двору Національного банку України.

### Реверс
На реверсі монети зображено образи медика та військового (кольорові, використано тамподрук), між якими вертикальний напис «ПЕРЕДОВА».

## Автори

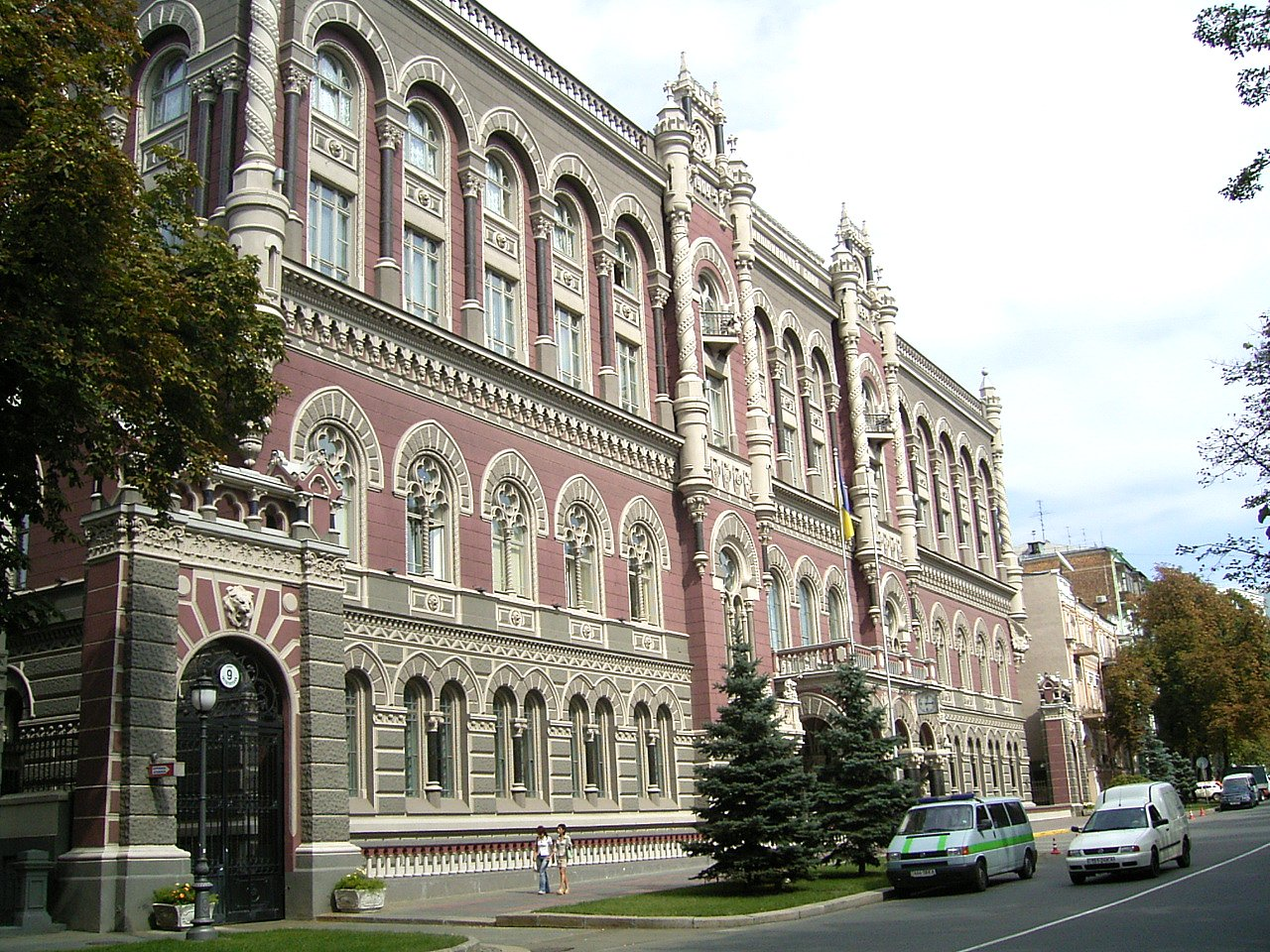
Будівля Національного банку України

- Художник — Тітов Нікіта (автор ідеї).
- Скульптор — Іваненко Святослав.

## Вартість монети
Під час введення монети в обіг 2020 року, Національний банк України реалізовував монету за ціною 68 гривень.
Фактична приблизна вартість монети, з роками змінювалася так:
| Рік        | 2021 | 2022 | 2023 | 2024 | 2025 |
| ---------- | ---- | ---- | ---- | ---- | ---- |
| Ціна, грн. | 190  | 270  | 630  | 780  | 800  |